# 小龙潭站
小龙潭站位于云南省开远市小龙潭镇，是昆河铁路上的车站，建于1909年，1993年整体搬迁。现不办理正式客运，办理货运业务，车站及其上下行区间均未电气化。车站距离昆明北站232公里，隶属昆明铁路局，是三等站。